# Mal Aborder
Mal Aborder (también llamado Molly Beday) es un pequeño islote del Mar Caribe, que geográficamente forma parte de las Pequeñas Antillas, y politícamente está integrado en el país autónomo de San Martín (en neerlandés: Eilandgebied Sint Maarten) que forma parte a su vez del Reino de los Países Bajos. Se localiza justo al sureste de isla caribeña de San Martín (compartida por Francia y los Países Bajos) en las coordenadas geográficas 18°01′19″N 62°59′57″O / 18.02194, -62.99917, al este de los también islotes de Cow and Calf, Guana Key y Hen & Chicks.